# Medaglia Gloria Artis
La medaglia Gloria Artis è un premio statale della Polonia istituito il 17 giugno 2005.

## Classi
L'onorificenza dispone delle seguenti classi di benemerenza:
- oro
- argento
- bronzo

| Nastri |         |     |
| Bronzo | Argento | Oro |
|        |         |     |

## Assegnazione
La medaglia viene a persone e organizzazioni per i contributi distinti per la protezione della cultura polacca e del patrimonio del popolo.
La medaglia di grado superiore può essere ottenuta dopo 5 anni dalla concessione della medaglia di livello immediatamente inferiore. In caso di un candidato eccellente si può derogare a tale obbligo.

## Insegne
- La medaglia è di tombac e ha la forma di un fiore con dimensioni diverse, a seconda della classe. Sul dritto vi è l'immagine di un'aquila coronata e sul retro il volto di una donna con una corona di alloro, che reca la scritta semicircolare "Gloria Artis". In tutti i casi viene portata al collo.
- Il nastro è verde per l'oro, blu per l'argento e rosso per il bronzo. Per tutte le classi al centro vi sono due strisce una bianca e l'altra rossa.